# جنگ‌های تریاک

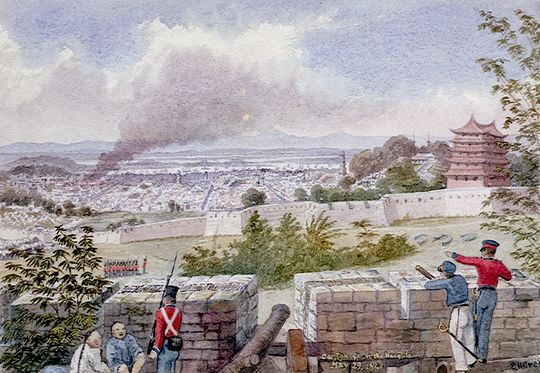
بمباران کانتون از طریق ارتفاعات اطراف آن توسط بریتانیا در می ۱۸۴۱

جنگ‌های تریاک (انگلیسی: Opium Wars) عنوان دو جنگی است که در اواسط قرن نوزدهم میلادی بر سر اختلافات بازرگانی میان بریتانیا و چین صورت گرفت. این اختلافات باعث شعله‌ور گشتن دو جنگ به نام‌های جنگ تریاک نخست(۱۸۴۲–۱۸۳۹) و همچنین جنگ دوم تریاک (۱۸۵۶–۱۸۶۰) گردید. وقوع این درگیری‌ها و حوادث پیش‌آمده میان آنها باعث تضعیف دودمان چینگ گردید و کشور چین برای جبران مافات مجبور به تجارت با سایر کشورهای جهان گردید.